# 1231

## Události
- založen německý ženský cisterciácký klášter Seligenthal
- kastilský král Ferdinand III. Kastilský trvale sjednotil království Kastilie a León

probíhající události
- 1228–1232 – Drentská křížová výprava
- 1223–1242 – Mongolský vpád do Evropy

## Narození
- 17. března – Šidžó, 87.japonský císař († 10. února 1242)
- ? – Odo Burgundský, hrabě z Nevers, Auxerre a Tonnerre († 4. srpen 1266)
- ? – Filip Kastilský (1274), kastilský princ († 28. listopadu 1274)
- ? – Kuo Šou-ťing, čínský astronom a matematik žijící v období vlády dynastie Jüan(† 1316)

## Úmrtí
- 7. května – Beatrix II. Burgundská, burgundská hraběnka, vévodkyně meranská a markraběnka istrijská z rodu Štaufů (* 1193)
- 13. června – Antonín z Padovy, portugalský františkánský mnich, teolog, kazatel, světec a učitel církve (* 1195)
- 28. srpna – Eleonora Portugalská, dánská královna (* ? 1211)
- 15. září – Ludvík I., vévoda bavorský a falckrabí rýnský (* 1173)
- 6. listopadu – Cučimikado, 83. japonský císař (* 3. ledna 1196)
- 17. listopadu – Alžběta Durynská, uherská princezna a světice (* 7. července 1207)
- 28. listopadu – Valdemar Mladý, dánský princ (* 1209)

## Hlava státu
- České království – Václav I.
- Svatá říše římská – Fridrich II.
- Papež – Řehoř IX.
- Anglické království – Jindřich III. Plantagenet
- Francouzské království – Ludvík IX.
- Polské knížectví – Konrád I. Mazovský
- Uherské království – Ondřej II.
- Latinské císařství – Balduin II. a Jan z Brienne (císař-regent)
- Nikájské císařství – Jan III. Dukas Vatatzés
- Trevírské arcibiskupství-kurfiřtství – Theodoric II.
- Kolínské arcibiskupství – Jindřich I. z Mulnarkenu
- Mohučské arcibiskupství – Siegfried III. z Eppsteinu
- Řezenské biskupství-knížectví – Siegfried